# Andorrská kuchyně
Andorrská kuchyně je velmi podobná katalánské kuchyni, byla ale ovlivněna také francouzskou a italskou kuchyní. Andorra je šestnáctou nejmenší zemí na světě a jedenáctou podle počtu obyvatel, kterých je kolem 77 000. Rozkládá se v nadmořské výšce 900 až 2946 metrů nad mořem. Přes tyto extrémy si zachovala poměrně jednotnou národní kuchyni s charakteristickými jídly. Běžné jsou zde brambory, těstoviny, vepřové maso nebo ryby s omáčkou.

## Suroviny
Používají se především suroviny dostupné v horách (v Pyrenejích), jako ryby (převážně pstruzi) a vepřové maso, ze kterého se dělají různé uzeniny (klobásy, slanina). Andořané mají v oblibě i skopové, kozí a králičí maso. Konzumují i šneky a sýry. Dále se používá rýže, těstoviny, různé obilniny, brambory, zelenina a lesní plody, včetně hub.
V minulosti se jedlo i maso z veverek. Populární byl pokrm zvaný arrós amb esquirrol, jednalo se o rýžovou směs s veverčím masem podobnou paelle. Dnes se s ním lze setkat velmi zřídka.

## Národní jídla
·        Trinxat, pokrm z rozmačkaných brambor se zelím a vepřovým masem
·        Espinacas a la catalana, špenát s piniovými semínky
·        Pečené jehně
·        Truites de carreroles, omeleta s houbami
·        Cunillo, králík v rajské omáčce
·        Coca, koláčky s různými polevami, někdy s opečenou zeleninou, někdy jako dezert
·        Crostada, dezert z křupavého těsta
·        Salát z pampelišek, který je typický pro farnost Canillo      

## Denní stravování
Hlavním jídlem Andořanů je večeře. V poledne konzumují něco lehkého, často to bývá jen káva se zákuskem. Obvykle doma nevaří a večer navštěvují restaurace, kde si dávají nejvydatnější jídlo dne, často až kolem deváté hodiny. Večeře je pro ně několikahodinovou společenskou událostí s popíjením vína či piva. Místní restaurace se nazývají bordas.  Typickým pokrmem, který se podává všude, je trinxat z brambor, zelí a vepřového masa.

## Galerie

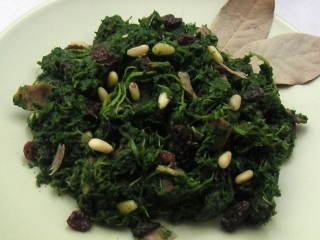
Espinacas a la catalana
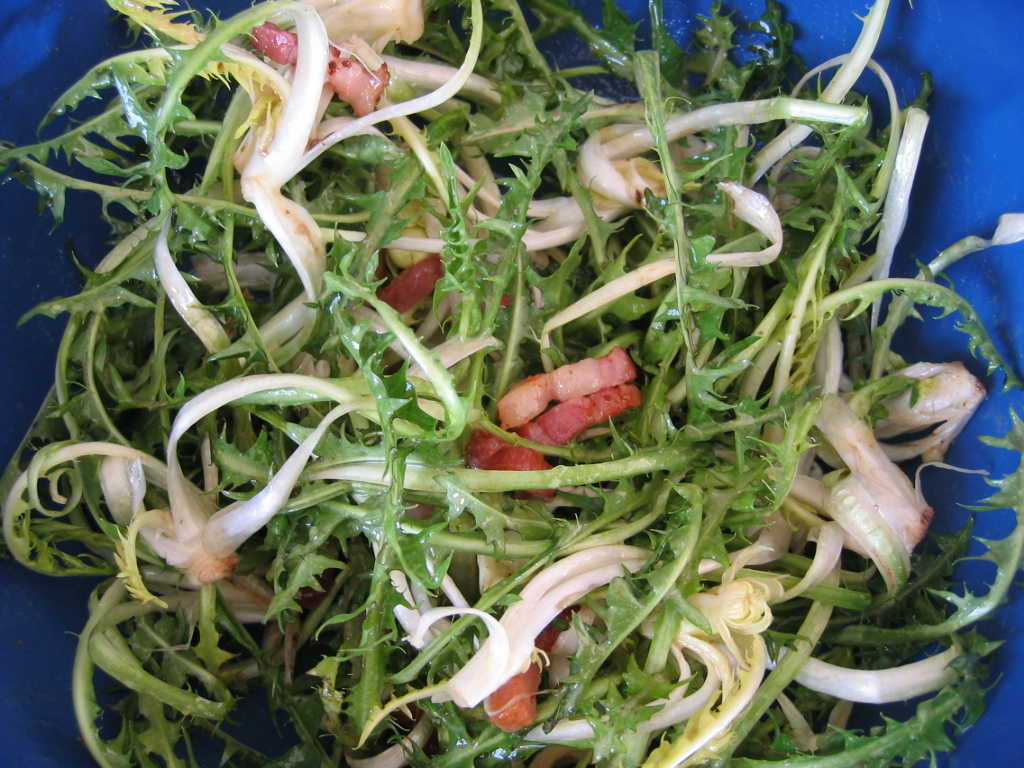
Salát z pamelišek
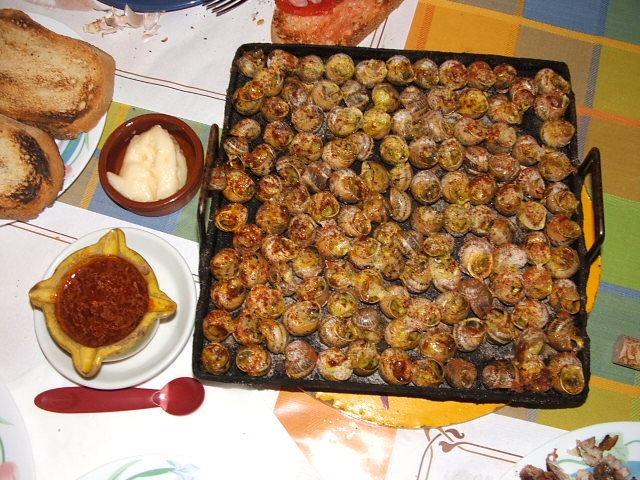
Šneci
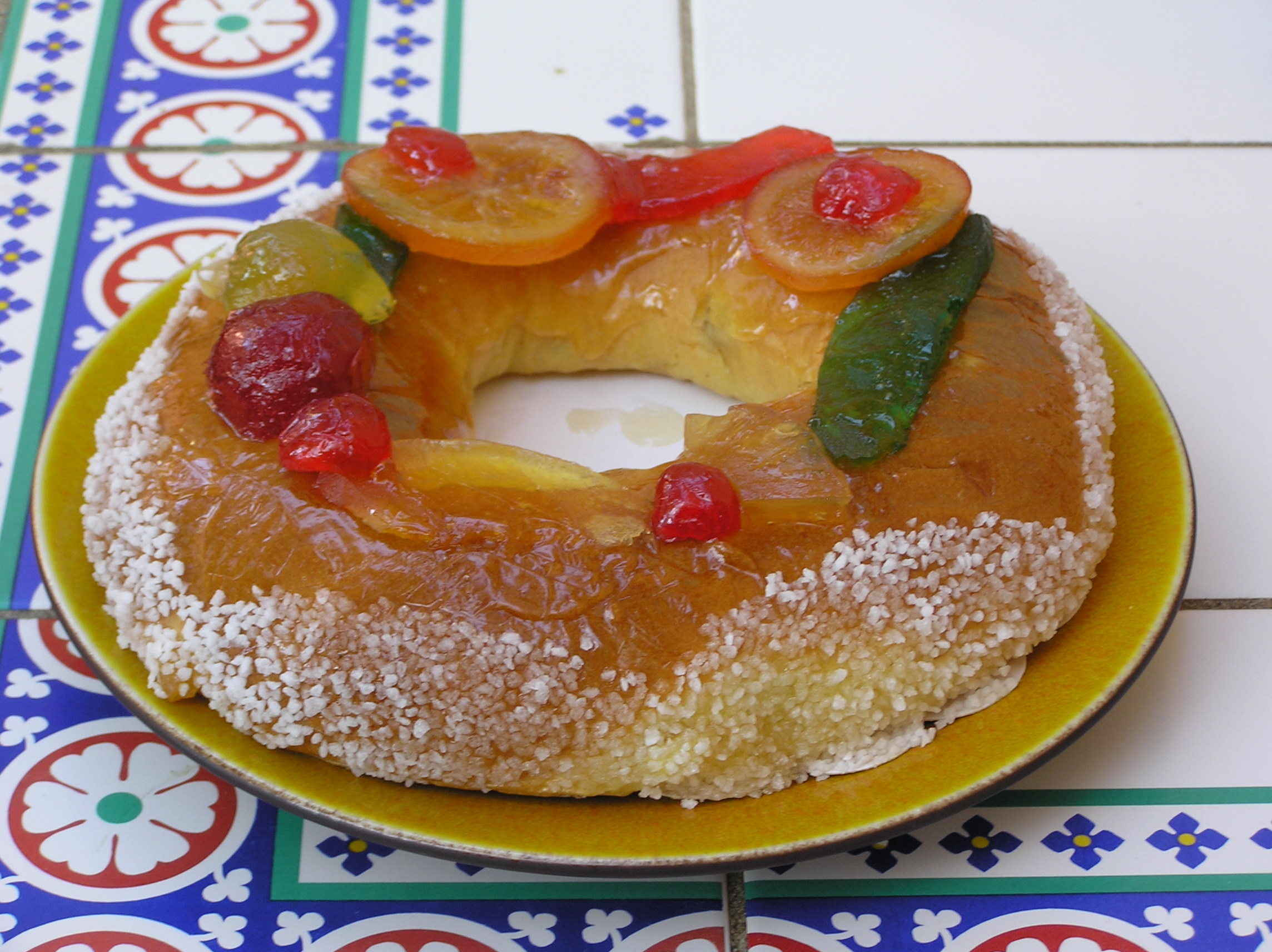
Coca
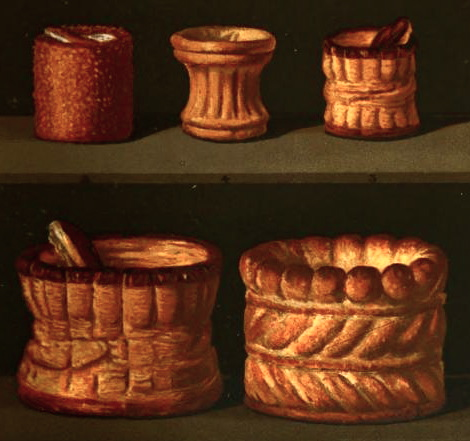
Crostada